# Ванни, Грег
Грег Ва́нни (англ. Greg Vanney; 11 июня 1974, Саут-Бостон, Виргиния, США) — американский футболист, выступавший на позиции защитника, и футбольный тренер. С 2021 года — главный тренер клуба «Лос-Анджелес Гэлакси».

## Карьера

### Университетский футбол
Ванни играл в футбол в Национальной ассоциации студенческого спорта: за команду Флоридского международного университета в 1992 году, за команду Калифорнийского университета в Лос-Анджелесе в 1993—1995 годах.

### Клубная карьера
4 марта 1996 года на драфте колледжей MLS Ванни был выбран во втором раунде под общим 17-м номером клубом «Лос-Анджелес Гэлакси». Весной 1996 года находился в аренде в клубе «Сакраменто Скорпионс» из USISL Select League, где сыграл три матча и забил три гола, два из которых стали победными. За «Лос-Анджелес Гэлакси» в MLS дебютировал 5 мая 1996 года в матче против «Ди Си Юнайтед», в котором вышел на замену на 80-й минуте вместо Хорхе Сальседо. 12 мая 1996 года в матче против «Сан-Хосе Клэш» забил свой первый гол в MLS. «Лос-Анджелес Гэлакси» с Ванни трижды выходил в матч за Кубок MLS, но все проиграл: в сезонах 1996 и 1999 «Ди Си Юнайтед», в сезоне 2001 «Сан-Хосе Эртквейкс»; дважды добирался до финала Кубка чемпионов КОНКАКАФ: в розыгрыше 1997 проиграл мексиканскому «Крус Асуль», в розыгрыше 2000 обыграл гондурасскую «Олимпию». В 2000 году Ванни был отобран для участия в Матче всех звёзд MLS. Дважды, в сезонах 2000 и 2001, включался в символическую сборную MLS. В 2001 году помог «Лос-Анджелес Гэлакси» выиграть Открытый кубок США, в финале турнира против «Нью-Инглэнд Революшн» отдал результативную передачу.
В начале 2002 года Ванни перешёл в клуб Первого дивизиона Франции «Бастия», первоначально отправившись в аренду. Дебютировал за «Бастию» 27 января 2002 года в четвертьфинальном матче Кубка французской лиги 2001/02 против «Лорьяна». Помог корсиканцам дойти до финала Кубка Франции 2001/02.
24 марта 2005 года Ванни вернулся в MLS, присоединившись к «Далласу». Дебютировал за «Даллас» 2 апреля 2005 года в матче стартового тура сезона против «Чикаго Файр». Был отобран для участия в Матче всех звёзд MLS 2005, в котором звёздам лиги противостоял английский «Фулхэм». 15 апреля 2006 года в матче против «Колорадо Рэпидз» забил свой первый за «Даллас».
12 января 2007 года, в день супердрафта MLS, Ванни был обменян в «Колорадо Рэпидз» на пик второго раунда. За денверский клуб дебютировал 7 апреля 2007 года в матче стартового тура сезона против «Ди Си Юнайтед».
29 июня 2007 года Ванни был обменян в «Ди Си Юнайтед» на Факундо Эрпена. За вашингтонский клуб дебютировал 4 июля 2007 года в матче против «Канзас-Сити Уизардс».
15 февраля 2008 года Ванни вернулся в свой первый клуб, «Лос-Анджелес Гэлакси». По окончании сезона 2008 Ванни завершил карьеру футболиста, сыграв свой прощальный матч 26 октября 2008 года в заключительном туре регулярного чемпионата против «Далласа».

### Международная карьера
За сборную США Ванни дебютировал 21 декабря 1996 года в матче квалификации чемпионата мира 1998 против сборной Гватемалы, в котором вышел на замену на 70-й минуте вместо Эдди Поупа.
Принимал участие в Золотых кубках КОНКАКАФ 2000, 2003 и 2005 и Кубке конфедераций 2003.
Ванни первоначально значился в резерве состава сборной США на чемпионат мира 2002. Позднее был включён в состав вместо, получившего травму, Криса Армаса. Однако 16 мая 2002 года в товарищеском матче со сборной Ямайки получил растяжение внутренней боковой связки коленного сустава, вследствие чего был исключён из заявки. Его заменил Стив Черандоло.
13 июня 2004 года в матче квалификации чемпионата мира 2006 против сборной Гренады забил свой первый гол за сборную США.
Всего за сборную США Ванни сыграл 37 матчей и забил 1 гол.

### Тренерская карьера
В 2008—2011 годах Ванни работал директором филиала академии «Реал Солт-Лейк» в Аризоне.
4 января 2011 года главным тренером «Чивас США» был назначен Робин Фрейзер, а Ванни стал его ассистентом. 9 ноября 2012 года Фрейзер с Ванни были уволены.
Летом 2013 года Ванни начал тренировать группу до 14 лет в академии «Лос-Анджелес Гэлакси».
11 декабря 2013 года Ванни перешёл на работу в «Торонто», заняв должности ассистента генерального менеджера и директора академии. 31 августа 2014 года сменил на посту главного тренера Райана Нелсена. В сезоне 2015 «Торонто» впервые в своей истории, насчитывавшей девять сезонов, вышел в плей-офф. В 2016 году клуб выиграл Первенство Канады и впервые пробился в матч за Кубок MLS, где проиграл «Сиэтл Саундерс». 14 июля 2017 года Ванни подписал новый многолетний контракт с «Торонто». В 2017 году «Торонто» оформил «золотой требл»: снова выиграл Первенство Канады, заполучил Supporters’ Shield за победу в регулярном чемпионате MLS, стал чемпионом MLS, взяв реванш у «Сиэтл Саундерс» в Кубке MLS. По итогам сезона 2017 Ванни был признан тренером года в MLS. В сезоне 2019 «Торонто» вновь добрался до матча за Кубок MLS, где в третий раз встретился с «Сиэтл Саундерс» и во второй раз проиграл. 1 декабря 2020 года Ванни покинул «Торонто».
5 января 2021 года Ванни был назначен главным тренером «Лос-Анджелес Гэлакси», где как игрок провёл семь лет.

## Достижения
Как игрока
Командные
 «Лос-Анджелес Гэлакси»
- Победитель регулярного чемпионата MLS: 1998
- Обладатель Открытого кубка США: 2001
- Обладатель Кубка чемпионов КОНКАКАФ: 2000

 «Ди Си Юнайтед»
- Победитель регулярного чемпионата MLS: 2007

 сборная США
- Победитель Золотого кубка КОНКАКАФ: 2005
- Бронзовый призёр Золотого кубка КОНКАКАФ: 2003

Индивидуальные
- Член символической сборной MLS: 2000, 2001
- Участник Матча всех звёзд MLS: 2000, 2005

Как тренера
Командные
 «Торонто»
- Чемпион MLS (обладатель Кубка MLS): 2017
- Победитель регулярного чемпионата MLS: 2017
- Победитель Первенства Канады: 2016, 2017, 2018

Индивидуальные
- Тренер года в MLS: 2017
- Тренер года в КОНКАКАФ: 2017[63]